# Mahmoud Abbas
Pour les articles homonymes, voir Abbas.
Mahmoud Abbas (arabe : مَحْمُود عَبَّاس), aussi connu par son surnom d’Abou Mazen (أَبُو مَازَن), né le 26 mars 1935 ou le 15 novembre 1935 à Safed en Palestine mandataire, est un homme d'État palestinien, président de l'Autorité palestinienne à partir de 2005 puis président de l'État de Palestine depuis 2013, ainsi que secrétaire général de l’Organisation de libération de la Palestine jusqu'en 2015.
Mahmoud Tahhan Abbas fait sa carrière aux côtés de Yasser Arafat. Il dirige la délégation palestinienne aux accords d'Oslo, qu'il signe au nom de l'OLP en 1993, et où est stipulé que l’État d'Israël a droit à une existence en paix et en sécurité. Il exerce la fonction de Premier ministre de l’Autorité nationale palestinienne sous la présidence d'Arafat avant de lui succéder comme président, en 2005.
C'est sous sa présidence que le statut d'État observateur non membre de l'Organisation des Nations unies a été reconnu pour la Palestine.

## Biographie

### Origines
Mahmoud Selman Tahhan Abbas naît le 26 mars 1935 ou le 15 novembre 1935 à Safed en Galilée, dans le nord de la Palestine mandataire. Cette ville comptait en 1922, selon le recensement britannique, une population de 8 761 personnes dont 5 431 musulmans et 2 986 Juifs, la ville considérée comme « ville sainte » étant un centre important du judaïsme depuis des siècles. Après les émeutes arabes de 1929 - qui tuent notamment 18 Juifs à Safed, le recensement de la ville de 1931 indique 109 713 habitants dont 33 975 musulmans et 3 678 Juifs qui ne l'ont pas désertée.
Il existe un doute sur la date de naissance exacte d'Abbas : de nombreuses sources, comme The New York Times ou Reuters, indiquent que ce dernier est né le 26 mars 1935, mais d'autres sources comme The Wall Street Journal indiquent qu'il est né le 15 novembre de la même année. L'Encyclopædia Britannica, de son côté indique juste l'année 1935, sans préciser le jour exact.

### Jeunesse et formation
Lors de la première guerre israélo-arabe en 1948, la ville est l'objet de sérieux combats et la population musulmane doit fuir la ville,. Mahmoud Abbas, âgé de 13 ans, se réfugie avec sa famille en Syrie. Il y poursuit sa scolarité et y fait des études de droit.
Il part ensuite à Moscou pour étudier l'histoire à l'université Patrice-Lumumba.

### Militant de la cause palestinienne
Dans les années 1950, il devient militant de la cause palestinienne et un de ses collecteurs de fonds. Installé au Koweït, il participe avec Yasser Arafat et d'autres à la création du Fatah qui sera la principale composante de l'OLP créée le 28 mai 1964 et dont il s'occupera des finances.
Aux débuts de la revue Shu'un Filastiniyyah, il y écrit quelques articles.
En 1977, il appelle au dialogue avec les formations pacifistes israéliennes lors d'un discours devant le Parlement de l'OLP. Il devient par la suite membre du comité exécutif de l'organisation palestinienne, et en 1984 devient responsable des relations internationales de l'OLP.
Au début des années 1990, il permet la mise en place côté palestinien du dialogue qui aboutit en 1993 aux accords d'Oslo qu'il signe au nom de la délégation palestinienne. En 1995, il publie un livre sur cet accord et ce qui y a mené, Le Chemin d'Oslo.
Il est nommé secrétaire général de l'OLP en 1996.
En 2002, il critique la militarisation de l'Intifada et l'isolement diplomatique des Palestiniens qu'elle provoque.

### Premier ministre de Palestine
Le 19 mars 2003, Mahmoud Tahhan Abbas devient Premier ministre, il promet de mettre fin à l'« anarchie ».
D'après The Guardian, cette nomination du Premier ministre, la création même de ce poste avec des pouvoirs étendus (cédés par Arafat) et le choix de Mahmoud Abbas sont la conséquence de pressions des États-Unis, qui voulaient un négociateur plus fréquentable que Yasser Arafat (qualifié de « terroriste » par Israël, entre autres). Cette pression des États-Unis serait le résultat de l'insistance de la Grande-Bretagne à voir se concrétiser un peu « le plan de route pour la paix au Moyen-Orient » promis par George W. Bush avant de le suivre dans la guerre d'Irak qui allait commencer (au lendemain de l'élection de Mahmoud Abbas). Ce plan de paix avait été conçu par les États-Unis, l'Union européenne, la Russie et les Nations unies, et envisageait un État palestinien dans les trois ans.
Mahmoud Abbas se retrouve en conflit avec des groupes militants palestiniens, principalement le Jihad islamique et le Hamas ; il cherche à éviter une guerre civile, et les négociations amènent les deux groupes à honorer un cessez-le-feu palestinien unilatéral.
Le 6 septembre, il convoque le Conseil législatif palestinien et leur expose les raisons pour lesquelles il décide de démissionner : l’incapacité d’exercer ses fonctions face à l’opposition de Yasser Arafat et des autres membres de l’Autorité palestinienne et au manque d’appui des États-Unis et d’Israël. Il continue de gérer les affaires courantes jusqu’à l’entrée en fonction de son successeur, Ahmed Qoreï, élu le 7 octobre 2003.
Dans un entretien à Newsweek le 13 juin 2004, Mahmoud Abbas révèlera les raisons principales de sa démission : il affirme qu’il craignait pour sa vie à cause de protestations de plus en plus hostiles face à sa conduite lorsqu’il était encore Premier ministre.

### Président de l'Autorité palestinienne et de l'État de Palestine

#### Élection et réélection

##### En 2005

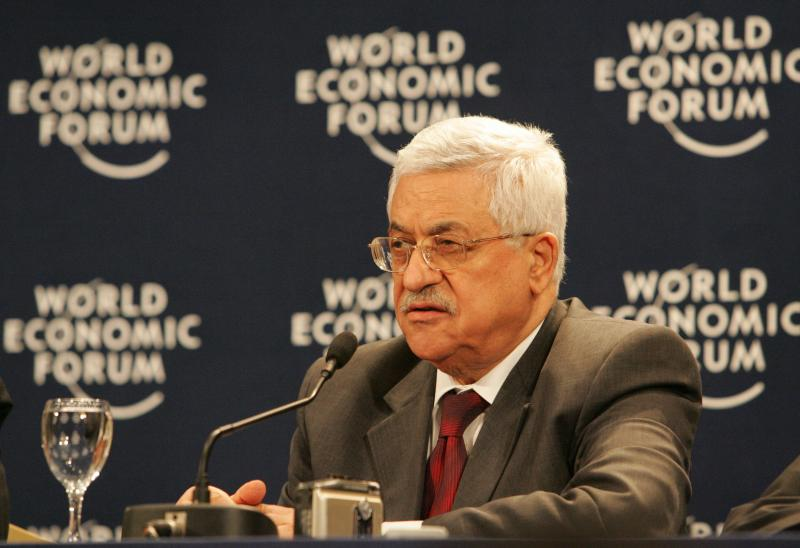
Mahmoud Abbas au Forum économique mondial (2007).

À la mort de Yasser Arafat en novembre 2004, Mahmoud Abbas remporte l’élection présidentielle du 9 janvier 2005.
Trois jours avant, il avait déclaré : « Je suis obligé de poursuivre la politique de Yasser Arafat. Je suis lié au dernier discours d’Arafat devant le Conseil constitutif — du 18 août 2004 —. S’il s’agit d’un discours extrémiste, comme certains le prétendent, je suis également extrémiste, mais en fait je ne le suis pas. Je l’ai relu et je peux vous confirmer que les propos d’Arafat sont logiques et pragmatiques et que j’y adhère complètement ».
Pendant la campagne électorale, il se rend dans le sud de la bande de Gaza, visite lors de laquelle de nombreuses personnes s'attroupent autour de son véhicule. Paniqué, il ferme la portière de sa voiture sur sa main droite, ce qui cause l'amputation d'un de ses doigts.
Il prend ses fonctions le 15 janvier 2005 pour quatre ans.

##### En 2007
Un moratoire sur la peine de mort est institué à partir de 2007.

##### En 2008
Le 23 novembre 2008, le conseil central de l'OLP élit Mahmoud Abbas président de l'État de Palestine.

##### En 2009

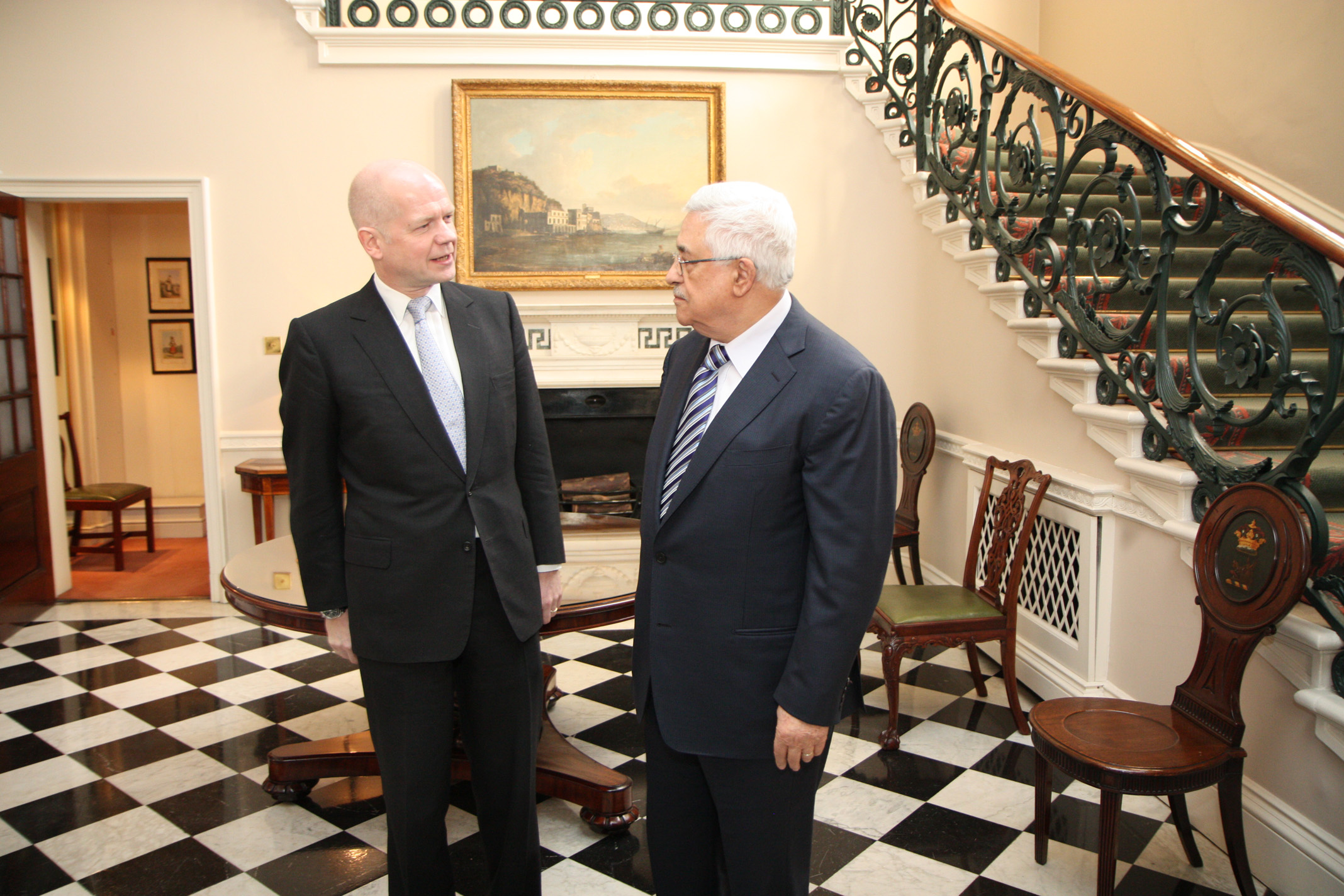
Mahmoud Abbas avec William Hague (Londres, 16 janvier 2012).

Le 16 décembre 2009, le Conseil national palestinien (CNP), organisme issu de l'OLP, annonce l'extension indéfinie de la présidence de Mahmoud Abbas,. L'OLP dont il est le chef, prolonge son mandat « jusqu'aux prochaines élections », pour éviter une crise politique, sans fixer de date. Selon le Palestinien Omar Barghouti, cette décision témoigne « du déficit démocratique du pouvoir palestinien et ne fait que renforcer le fait que Mahmoud Abbas n’a pas de mandat pour diriger les Palestiniens ». Il estime que cette décision est « illégitime », ajoutant : « Le conseil de l’OLP n’est pas une institution démocratique. Personne ne les a élus. C’est une simple chambre d’enregistrement qui prend une décision pour laquelle elle n’a pas de mandat ».
Mahmoud Abbas est réélu par ce conseil le 4 mai 2018 avec également un comité exécutif, plus haut organe collectif officiant comme le cabinet de Mahmoud Abbas. D'après La Tribune de Genève, 15 membres sont nommés, contre 18 précédemment, pour laisser de la place au Hamas, au Jihad islamique palestinien et à une autre formation plus petite elle aussi, même si ces trois mouvements ont boycotté le CNP. D'après Le Monde, « Mahmoud Abbas est décidé à modifier à sa main les institutions palestiniennes, en excluant d’y intégrer le Hamas », ce dernier contrôlant la bande de Gaza et étant en conflit ouvert avec le Fatah.
Dans le cadre du Fatah, le nouveau président engage une réforme en profondeur de l’organisation, minée depuis des années par la corruption généralisée et les luttes internes. De nombreux adversaires de Mahmoud Abbas, craignent que la fin de l’intifada et la démilitarisation ne les prive de leur pouvoir et de leurs ressources, et de leur influence au sein du mouvement créé par Yasser Arafat.[réf. nécessaire].

##### En 2019

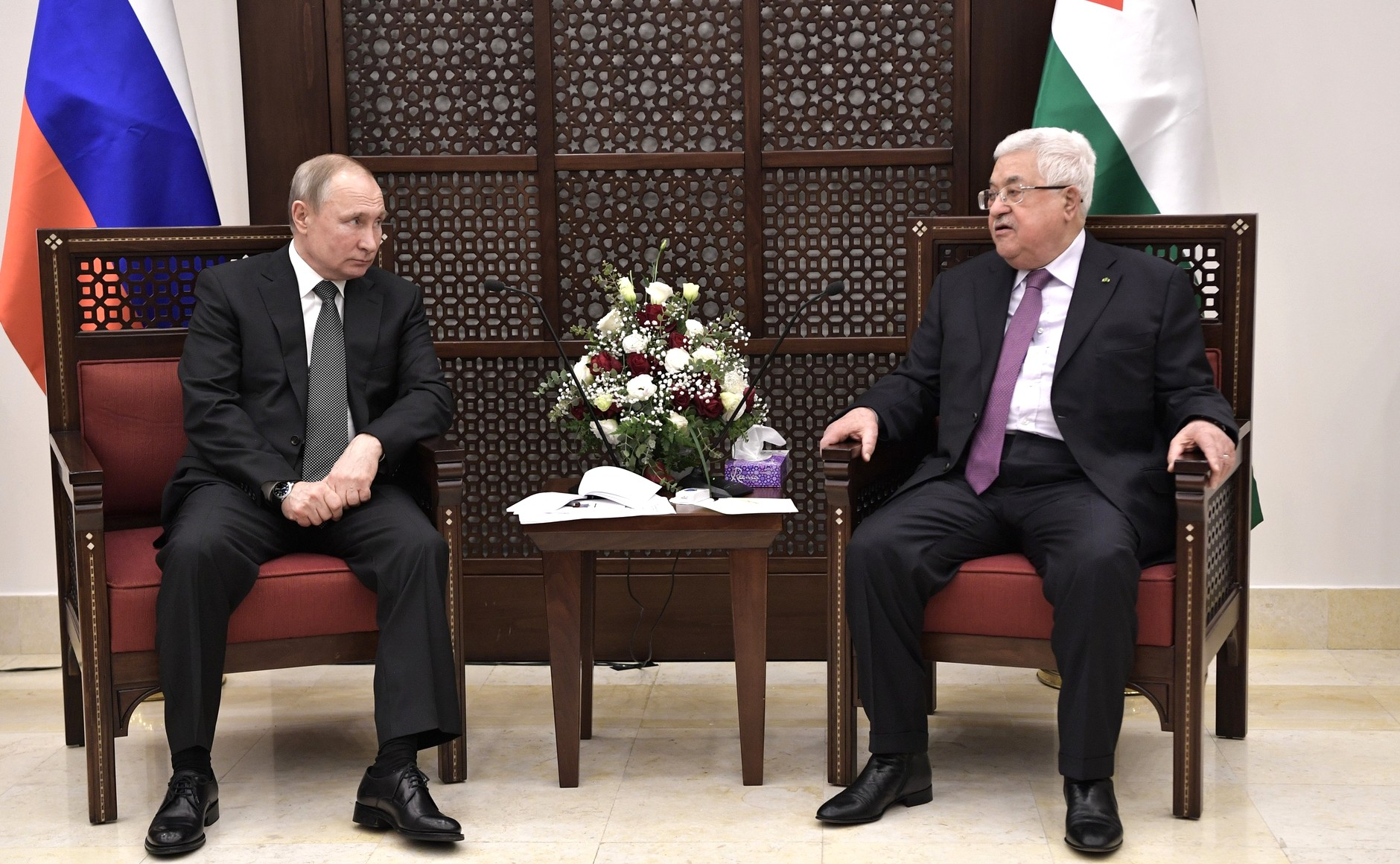
Mahmoud Abbas et Vladimir Poutine (Ramallah, 23 janvier 2020).

Le 26 septembre 2019, Mahmoud Abbas déclare qu'il compte organiser de nouvelles élections,

#### Politique intérieure
Le 26 janvier 2006, le Hamas remporte les élections législatives palestiniennes face au Fatah de M. Abbas. Celui-ci demande donc au Hamas de former le prochain gouvernement et nomme Ismaël Haniyeh en tant que Premier ministre.
Le 14 juin 2007, Mahmoud Abbas limoge Ismaël Haniyeh à la suite d'une tentative violente de prise de pouvoir du Hamas dans la bande de Gaza. Il décrète l’état d’urgence et, le lendemain, désigne l’indépendant Salam Fayyad comme nouveau chef du Gouvernement.
Après le conflit entre le Fatah et le Hamas, qui dure pendant plus d'une décennie, Mahmoud Abbas décide en 2011 de conduire une réconciliation avec le mouvement islamiste. En 2014, il signe un accord avec celui-ci afin d'établir un gouvernement d'union entre le Hamas et le Fatah. Cependant, cet accord est rompu par le Hamas après quelques mois et les deux formations restent en conflit.
En 2014, Mahmoud Abbas augmente les peines concernant la vente de terres à « des pays hostiles et à leurs citoyens ». Les peines comprennent le travail forcé et la peine de mort (laquelle étant toutefois abolie de facto depuis 2007).

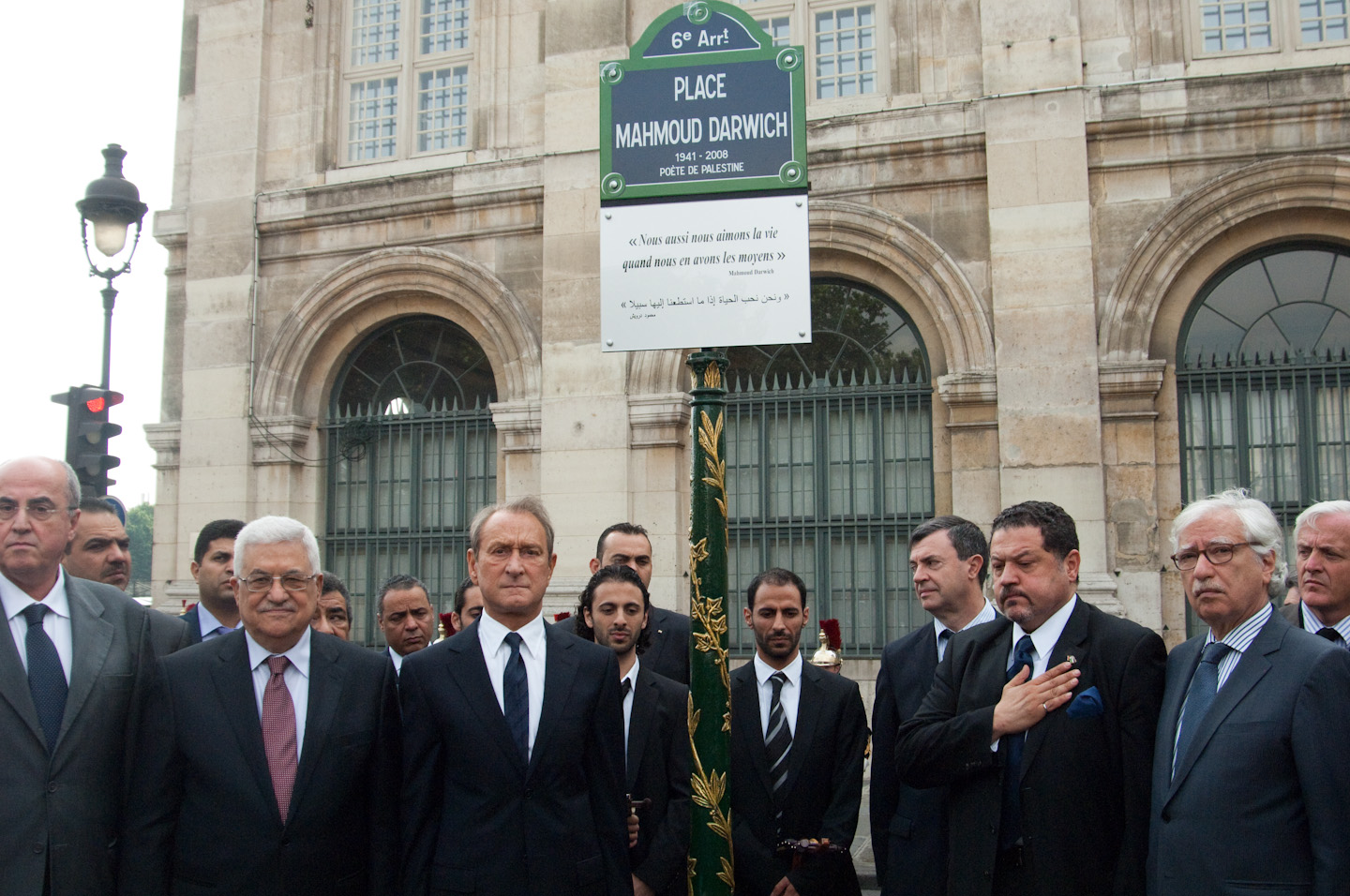
Mahmoud Abbas inaugurant avec Bertrand Delanoë la place Mahmoud-Darwich à Paris (14 juin 2010).

Selon un sondage du PCPSR (en) réalisé en 2017, une forte majorité de Palestiniens s'inquiète des libertés sous le régime de l'Autorité palestinienne et les deux tiers souhaitent la démission de Mahmoud Abbas.
En 2019, sous la présidence de M. Abbas, l'Autorité palestinienne fait passer une loi interdisant le mariage de mineurs à l'exception d'une autorisation par une cour islamique ou un « représentant de la loi »,. Jusqu'à cette loi, le mariage forcé de mineurs était une pratique courante dans les territoires de l'autorité palestinienne. En 2014, une étude de l'université de Birzeit de la zone C, trouve la plus grande prévalence dans les zones isolées 40 %, dans la vallée du Jourdain 38 % et dans le sud 35 %, comparée à 26 % dans les zones urbaines.

#### Tentatives de réconciliation avec le Hamas
Dès 2011, Mahmoud Abbas décide de conduire une réconciliation avec le mouvement islamiste Hamas. Le 23 avril 2014, l'OLP et le Hamas signent un accord de consensus national qui « vise à mettre fin à la division politique et à la partition de fait entre la bande de Gaza et la Cisjordanie ». Cet accord prévoit sept points dont les principaux sont : la formation d'un gouvernement d'union, des élections après six mois, la restructuration de l'OLP, la libération des prisonniers politiques respectifs, et des commissions de réconciliation. Le 29 mai, Rami Hamdallah, Premier ministre en poste, est chargé de former un nouveau gouvernement d'union nationale et, le 2 juin, le nouveau gouvernement prête serment. Cet accord comme de nombreux autres restera ineffectif. En mars 2018, après de nombreuses tentatives de réconciliation, l’Autorité palestinienne et le Hamas sont toujours en conflit ouvert.
En février 2020, Mahmoud Abbas envoie une délégation dans la bande de Gaza en vue d'une réconciliation pour contrer le plan de paix proposé par les États-Unis mais cela n'aboutit pas. En janvier 2021, il affirme être parvenu à un accord avec le Hamas pour organiser des élections présidentielle et parlementaires.

#### Actions à l'international

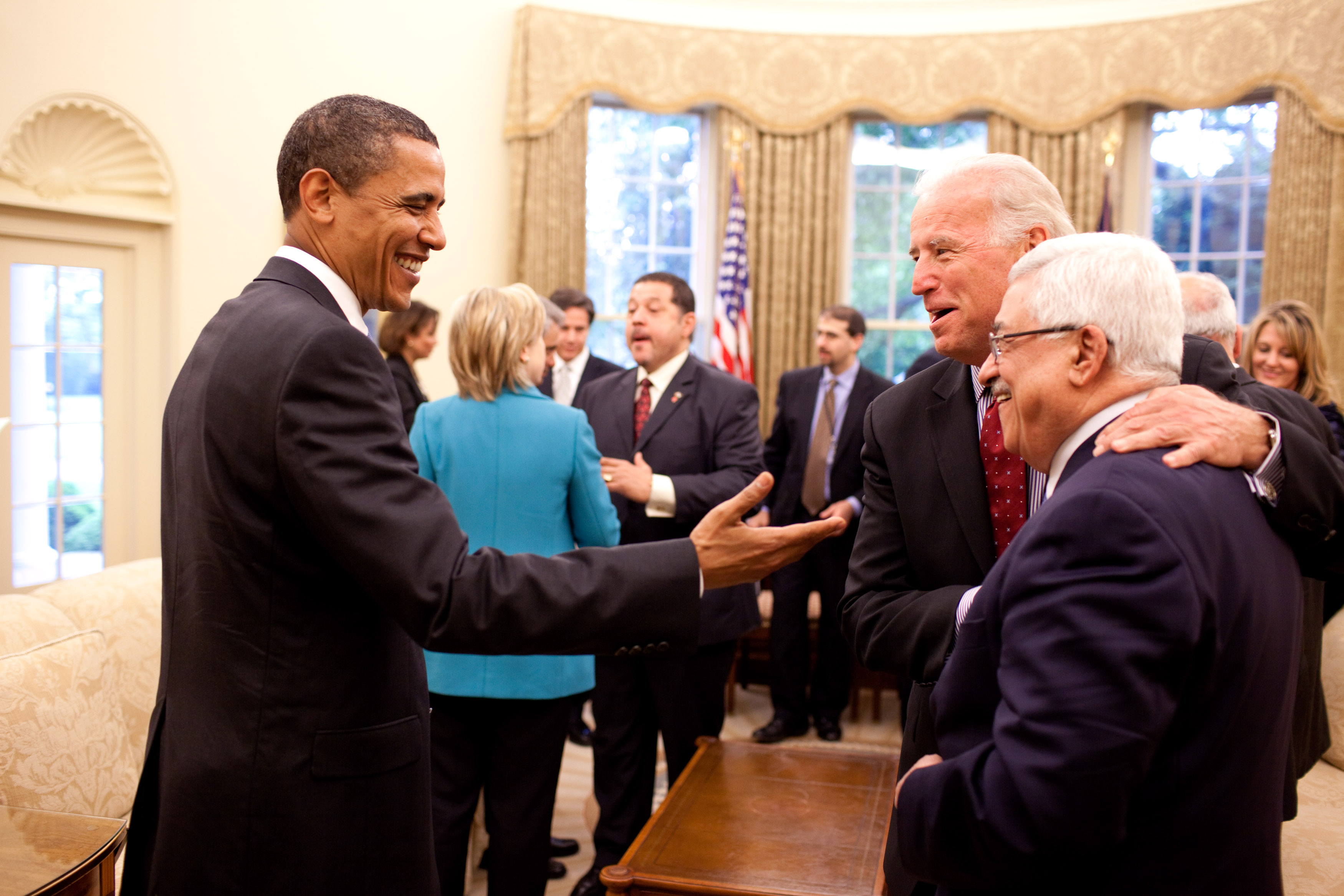
Mahmoud Abbas avec Barack Obama et Joe Biden à la Maison-Blanche (28 mai 2009).

À la suite du gel du processus de paix, le président Mahmoud Abbas opte pour l'offensive diplomatique. Le 24 septembre 2011, il demande officiellement à la tribune des Nations unies l'adhésion de l'État palestinien à l'ONU. La demande est votée par l'Assemblée générale et passe favorablement devant le Conseil de sécurité mais les États-Unis mettent leur veto.
Le 31 octobre 2011, l'UNESCO admet la Palestine en tant qu'État membre. Comme elle n'est pas encore un État membre des Nations unies, son admission a dû se faire par la recommandation du Conseil exécutif qui fut suivie d'un vote favorable à la majorité des deux tiers des États membres de l’ONU présents et votants à la Conférence générale. Le vote a été obtenu avec 107 voix pour, 14 voix contre, et 52 abstentions.
Le 29 novembre 2012, date anniversaire du vote du plan de partage de la Palestine, la reconnaissance de la Palestine en tant qu’État non-membre de l'ONU est portée au vote de l'Assemblée générale. L'Assemblée générale des Nations unies accepte la Palestine en tant qu’État observateur non membre par 138 voix pour (dont la France), 9 contre (dont les États-Unis, le Canada et Israël), et 41 abstentions (dont l'Allemagne et le Royaume-Uni), officialisant la reconnaissance d'un État palestinien au niveau international. En représailles, Israël annonce la construction de 3 000 nouveaux logements pour des colons israéliens à Jérusalem-Est occupée et annexée.  
Le 3 janvier 2013, le président de l'Autorité palestinienne Mahmoud Abbas signe un décret présidentiel imposant aux administrations l'usage du logo « État de Palestine » à la place de celui utilisé jusqu'à présent : « Autorité nationale palestinienne ».
Il reçoit l'ordre de l'Amitié de la fédération de Russie le 14 mars 2013.
Le 24 avril 2014, prenant acte de l’échec des négociations israélo-palestiniennes menées sous égide américaine, il décide de demander auprès des Nations unies le rehaussement du statut de l’État de Palestine au sein de l’instance internationale et son intégration à la Cour pénale internationale (CPI) en tant que membre à part entière, ainsi que l’adoption d’une résolution qui déboucherait sur une mise en œuvre de la solution à deux États.
En 2019, il déclare que l'Autorité palestinienne va se retirer de tous les accords avec Israël et qu'il va mettre en place un comité à cette fin.

#### En 2022
Après la mort de Saeb Erekat et la démission d'Hanan Ashrawi, en 2020, leurs postes restent vacants et Mahmoud Abbas continue de concentrer dans ses mains la quasi-totalité du pouvoir palestinien, alors que les divisions au sein de l'OLP, toutes contestant sa légitimité, demeurent vivaces et empêchent de parvenir à un accord politique.

#### Hospitalisations
Le 20 mai 2018, il est admis dans un hôpital de Ramallah pour la troisième fois en une semaine. Il quitte l'hôpital neuf jours plus tard, après avoir été soigné pour une pneumonie.

## Reconnaissance d'Israël

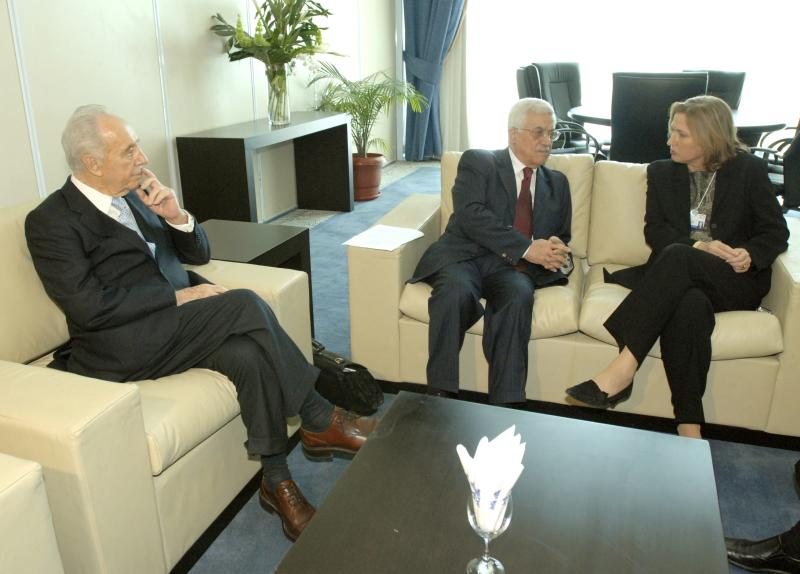
Mahmoud Abbas avec Shimon Peres et Tzipi Livni (Davos, 14 mai 2007).

Mahmoud Abbas réaffirme régulièrement que l’État d'Israël est officiellement reconnu par les Palestiniens depuis les accords d'Oslo en 1993, mais il refuse de le reconnaître comme « État juif » ou « État du peuple juif ».
Lors d'une visite officielle aux États-Unis et d'une rencontre avec Barack Obama, début mars 2014, le Premier ministre israélien Benjamin Netanyahou appelle Mahmoud Abbas à reconnaître Israël comme un État juif et à ainsi montrer qu'il était réellement prêt pour une paix à long terme. En avril 2014, lors d'un discours à Ramallah, Mahmoud Abbas rappelle que depuis 1993, les Palestiniens reconnaissent l'existence de l’État d'Israël, et il annonce qu'il accepte de poursuivre les pourparlers de paix mais qu'il refuse toujours de reconnaître Israël comme « État du peuple juif » - déclaration immédiatement saluée comme « positive » par le Hamas.

## Controverses

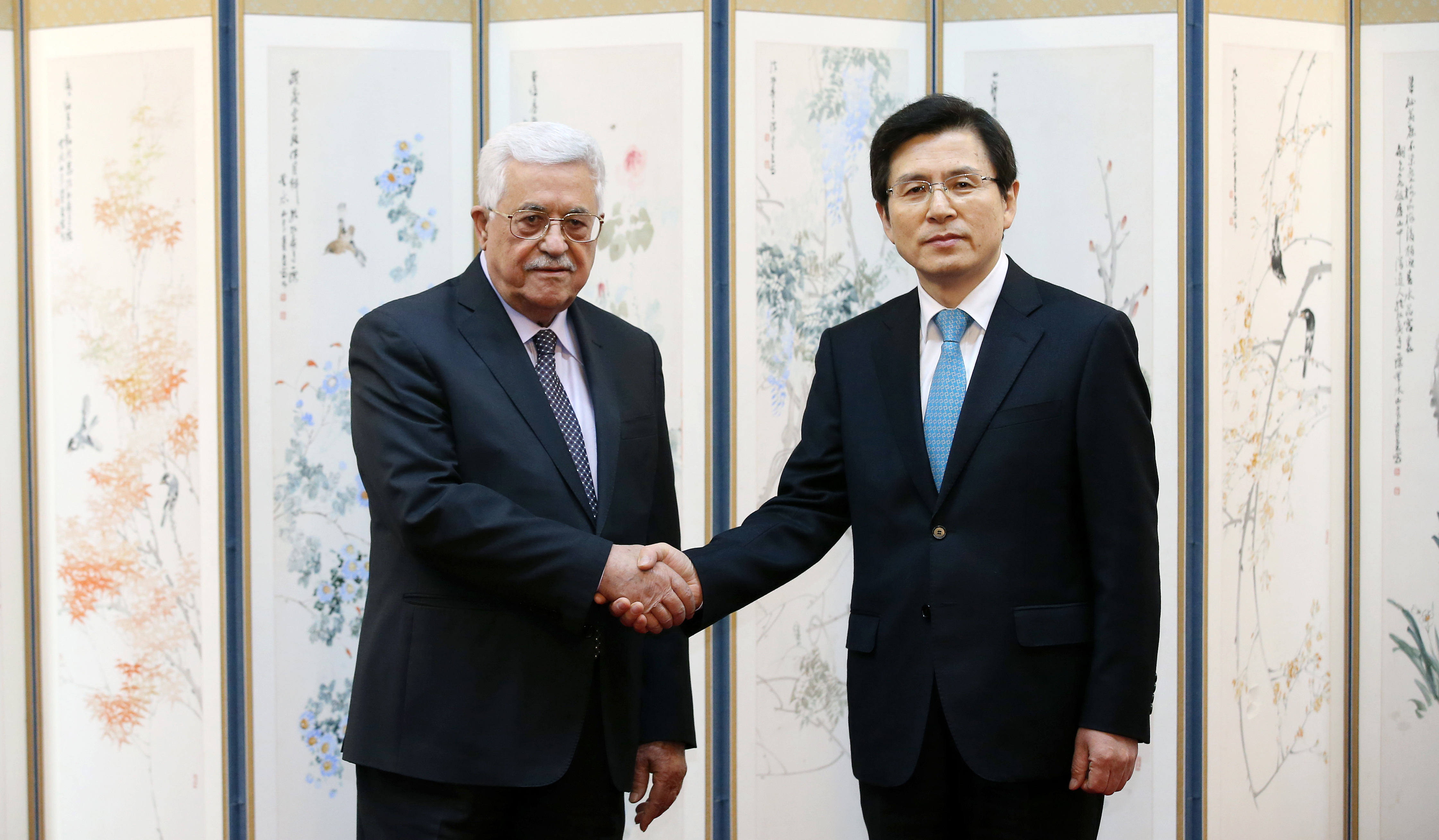
Mahmoud Abbas avec Hwang Kyo-ahn (Séoul, 18 février 2016).

### Liberté d'expression
Mahmoud Abbas est critiqué pour s'en prendre à des opposants politiques et pour ses menaces contre la presse.
Des étudiants proches du Hamas ont été interrogés par la police en 2015. La police a détenu pendant une semaine en 2017 un militant palestinien qui publiait des critiques de l'Autorité palestinienne.
Selon Amnesty International, en 2017, « l’Autorité palestinienne en Cisjordanie et l’administration de la bande de Gaza semblent recourir aux tactiques d’un État policier pour faire taire les médias qui expriment des critiques et bloquer arbitrairement l'accès de la population à l'information », « interrogeant et plaçant en détention des journalistes des médias de l'opposition afin d'exercer des pressions sur leurs adversaires politiques », et « Quiconque est réputé avoir troublé « l'ordre public », « l'unité nationale » ou la « paix sociale » est passible d’une peine d’emprisonnement et de jusqu’à 15 ans de travaux forcés »,.
En 2017, plus de 30 sites internet sont clos, et 5 journalistes sont arrêtés depuis qu'une nouvelle loi condamne à plus d'un an d'emprisonnement les critiques du régime palestinien.

### Accusations de corruption
Mahmoud Abbas a été accusé de détournement d'argent. Mohammed Rashid, journaliste et anciennement homme de confiance de Yasser Arafat accuse (entre autres) Mahmoud Abbas d'avoir détourné 100 000 dollars et de détenir avec deux de ses conseillers l'accès à un fonds de 39 millions de dollars déposé dans un compte bancaire secret en Jordanie et alimenté par les États-Unis et des pays arabes. Ces accusations valent à Mohammed Rashid d'être lui-même accusé puis condamné par défaut à quinze ans de prison, à une amende de 15 millions de dollars, au remboursement de plusieurs millions de dollars et à la confiscation de ses biens, pour détournement de fonds et blanchiment d'argent.
En 2012, Abbas et ses fils Yasser et Tarek sont attaqués au Congrès des États-Unis par le représentant républicain Steve Chabot qui reprend les accusations de corruption.
En 2016, selon les Panama Papers, l'un des fils d'Abbas, détiendrait un million de dollars dans une compagnie offshore associée à l'Autorité palestinienne.
Selon une enquête publiée le 1er juin 2012 « par un institut de sondage de Jérusalem-Est, 82,3 % des Palestiniens sont persuadés de l'existence de la corruption au sein de l'Autorité palestinienne ».

### Soutien au terrorisme
Tout comme l'écrasante majorité des Palestiniens, Mahmoud Abbas qualifie de « martyrs » (shahid) les Palestiniens morts ou emprisonnés à la suite d'un attentat perpétré « contre Israël », et l'Autorité palestinienne versait une pension à leur famille jusqu'à juin 2017, date à laquelle le président américain Donald Trump a demandé que soit arrêtée cette pratique,. Il refusera officiellement d'arrêter ses versements en août 2017, disant que « les paiements pour soutenir les familles sont une responsabilité sociale pour prendre soin des personnes innocentes affectées par l'incarcération ou le meurtre de leurs proches » et que « les prisonniers politiques sont en effet les victimes de l'occupation, pas les créateurs de l'occupation », provoquant donc l'arrêt de l'aide américaine selon la nouvelle loi Taylor Force Act (en).
En 2016, Mahmoud Abbas salue la prise d'otages des Jeux olympiques de Munich de 1972 comme une « opération héroïque » et comme « l'une des plus importantes actions de l'histoire moderne ». Mohammed Daoud Odeh, qui a orchestré l'opération, désigne Mahmoud Abbas (connu sous le pseudonyme Abu Mazen) comme ayant financé l’opération.
Les responsables israéliens dénoncent l'incitation à la haine et l'apologie du terrorisme de l'Autorité palestinienne dirigée par Mahmoud Abbas,.
En 2016, Mahmoud Abbas, à la tête du Fatah, crédite publiquement son organisation de la mort de 11 000 Israéliens,.

### Accusations d'espionnage
En 2016, la première chaîne TV israélienne affirme que Mahmoud Abbas aurait été une taupe du KGB en 1983, sur la base de documents issu des archives soviétiques du KGB. Son entourage nie ces accusations.

### Négationnisme et antisémitisme

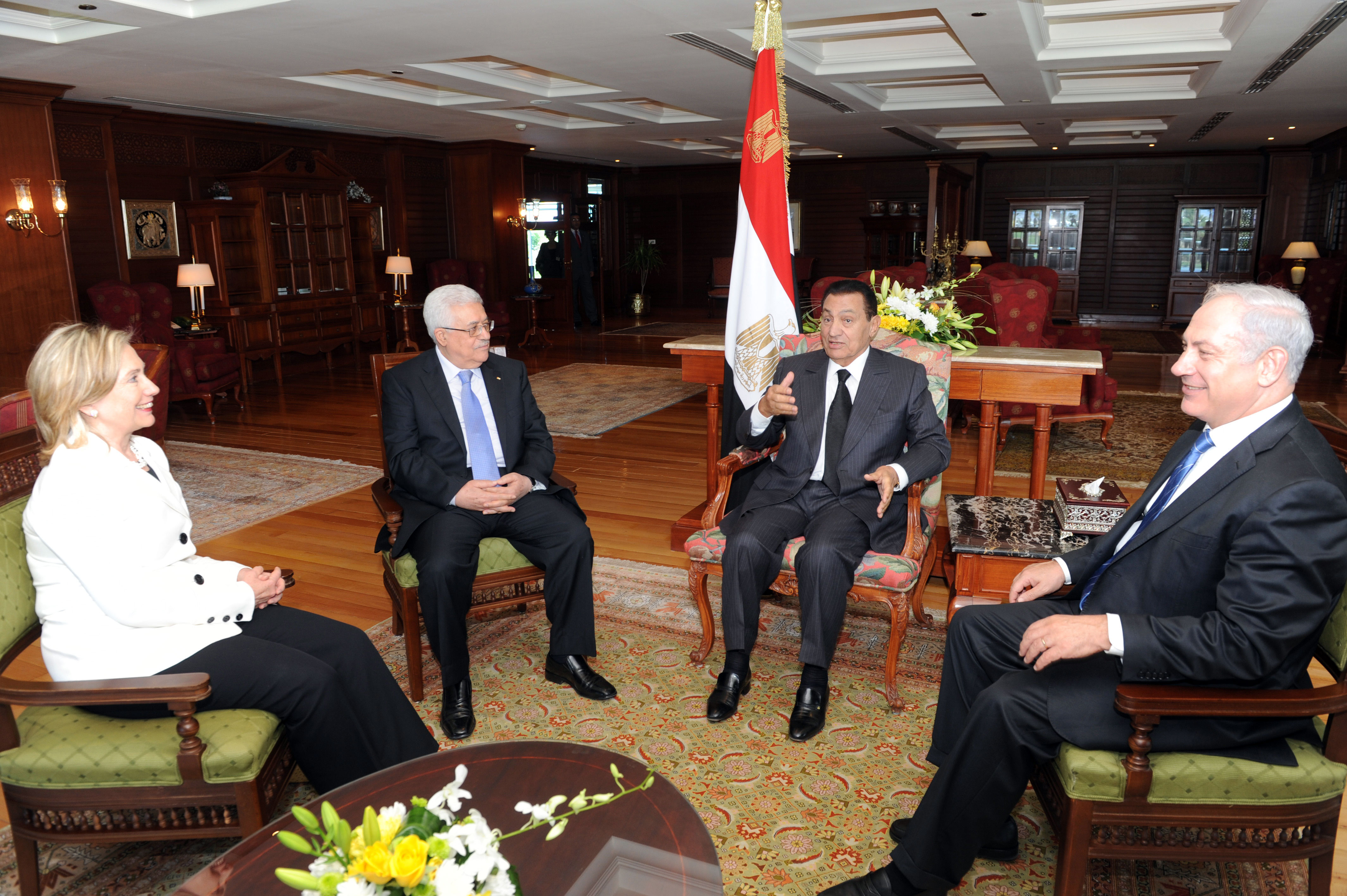
Mahmoud Abbas avec Hosni Moubarak, Hillary Clinton et Benyamin Netanyahou (Charm el-Cheikh, 14 septembre 2010).

Il rédige en 1983 une thèse controversée sur le génocide des Juifs, dans laquelle il prétend que seulement 890 000 Juifs ont été tués dans la Shoah. En 1982, il rédige une thèse intitulée The Connection between the Nazis and the Leaders of the Zionist Movement 1933–1945 qu'il défend à l'Institut des Études orientales de l'Académie des sciences d'URSS. Elle est publiée en arabe en 1984 sous le titre L'autre face : la relation secrète entre le nazisme et le sionisme. Dans ce livre, Abbas affirme que le génocide nazi est exagéré et que les sionistes ont inventé le « mythe » de six millions de morts, un « fantastique mensonge ». Il ajoute qu'au plus 890 000 Juifs auraient péri. Il y affirme que les Juifs tués l'ont été par un complot nazi et sioniste. Mahmoud Abbas est dénoncé par plusieurs organisations de lutte contre l'antisémitisme et les historiens spécialisés, qui l'accusent de négationnisme et de minimiser le nombre de victimes du génocide dans ce même texte.
En 1984, il publie un livre L'autre Côté : la relation secrète entre le nazisme et le sionisme, dans lequel il affirme que des membres du mouvement sioniste et les nazis auraient été en contact dans le but de faire le plus de victimes juives possibles pour convaincre de créer l'État d'Israël,. Selon une traduction réalisée par le Centre Simon-Wiesenthal, Mahmoud Abbas remet également en question le nombre de victimes et la véracité des chambres à gaz, citant les écrits du négationniste français Robert Faurisson. En mai 2003, dans le cadre d'un entretien accordé au journal Haaretz, Abbas réfute les accusations de négationnisme sur sa personne,.
En avril 2014, il s'exprime à la veille de la journée de commémoration de la Shoah et affirme que la Shoah est « le plus odieux des crimes commis contre l'humanité à l'époque moderne », tout en exprimant sa sympathie aux familles de victimes, et aussi « Je reconnais l'État d'Israël, je rejette la violence et le terrorisme et je respecte les engagements internationaux ».
Pour Efraim Zuroff, historien et président du Centre Simon-Wiesenthal de Jérusalem : « Les déclarations de Mahmoud Abbas, pour importantes qu'elles puissent paraître, ne sauraient faire oublier que l'Autorité palestinienne diffuse en permanence une dangereuse propagande antisémite ». Selon Mohammed Dajani, professeur à l'université al-Qods de Jérusalem, « il s'agit probablement de la position la plus claire jamais exprimée à ce sujet par un dirigeant arabe ».
Le Premier ministre israélien Benyamin Netanyahou, répond qu'« Abou Mazen (le surnom de Mahmoud Abbas) ferait bien de choisir entre son alliance avec le Hamas, une organisation terroriste qui appelle à la destruction l'État hébreu et nie l'Holocauste, et une vraie paix avec Israël » ; faisant ainsi allusion à la prévision de la formation, d'ici à cinq semaines, d'un gouvernement d'union palestinien du Fatah et du Hamas, ce qui a amené Netanyahou à suspendre les négociations en cours.
En septembre 2015, lors de heurts entre la police israélienne et de jeunes Palestiniens dans la mosquée Al Aqsa, au début de la vague de violence israélo-palestinienne de l'automne 2015, le président palestinien déclare : « Al-Aqsa est nôtre, l'église du Saint-Sépulcre est nôtre, elles sont toutes à nous. Ils n'ont aucun droit de les profaner avec leurs pieds dégoûtants et nous ne le permettrons pas », ce à quoi Dore Gold, directeur général du ministère israélien des Affaires étrangères, répond : « Aujourd'hui, le monde est divisé entre ceux qui essayent de saper la coexistence religieuse et ceux qui essayent de la protéger. En parlant des « pieds dégoûtants » des visiteurs juifs qui profanent le mont du Temple, Mahmoud Abbas a maintenant clarifié de quel côté il se tient ».

Lors d'une visite à Berlin, en août 2022, le chancelier allemand Olaf Scholz demande à Abbas s'il va présenter des excuses pour le massacre des athlètes olympiques israéliens à Munich en 1972 par des terroristes palestiniens dont Abbas serait le financier. Abbas répond que « si nous voulons revenir sur le passé, allez-y. J'ai 50 massacres qu'Israël a commis… 50 massacres, 50 tueries, 50 holocaustes ». Dans une interview accordée ensuite au tabloïd Bild, Scholz condamne les déclarations d'Abbas comme étant une « banalisation de la Shoah ». Ces remarques sont également condamnées par le ministère israélien des affaires étrangères,. Une plainte contre Abbas ayant été déposée, une enquête est diligentée par le commissariat spécialisé de la police judiciaire du Land pour informer le parquet qui décidera de donner suite à cette affaire ou non.
Le 23 juin 2016, prononçant un discours devant le Parlement de l'Union européenne à Bruxelles qui l'a ovationné,, le président palestinien déclare que récemment, « un certain nombre de rabbins en Israël ont tenu des propos clairs, demandant à leur gouvernement d'empoisonner l'eau pour tuer les Palestiniens », demandant rhétoriquement « N'est-ce pas un encouragement au meurtre de masse de Palestiniens ? », Mahmoud Abbas ajoutant que cet appel entrait dans le cadre d'attaques qualifiées par lui « d'incitation à la violence contre les Palestiniens ».

Deux jours plus tard, le bureau du président palestinien publie un communiqué : « Après qu’il est devenu évident que les déclarations supposées d’un rabbin, relayées par de nombreux médias, se sont révélées sans fondement, le président Mahmoud Abbas a affirmé qu’il n’avait pas pour intention de s’en prendre au judaïsme ou de blesser le peuple juif à travers le monde ».

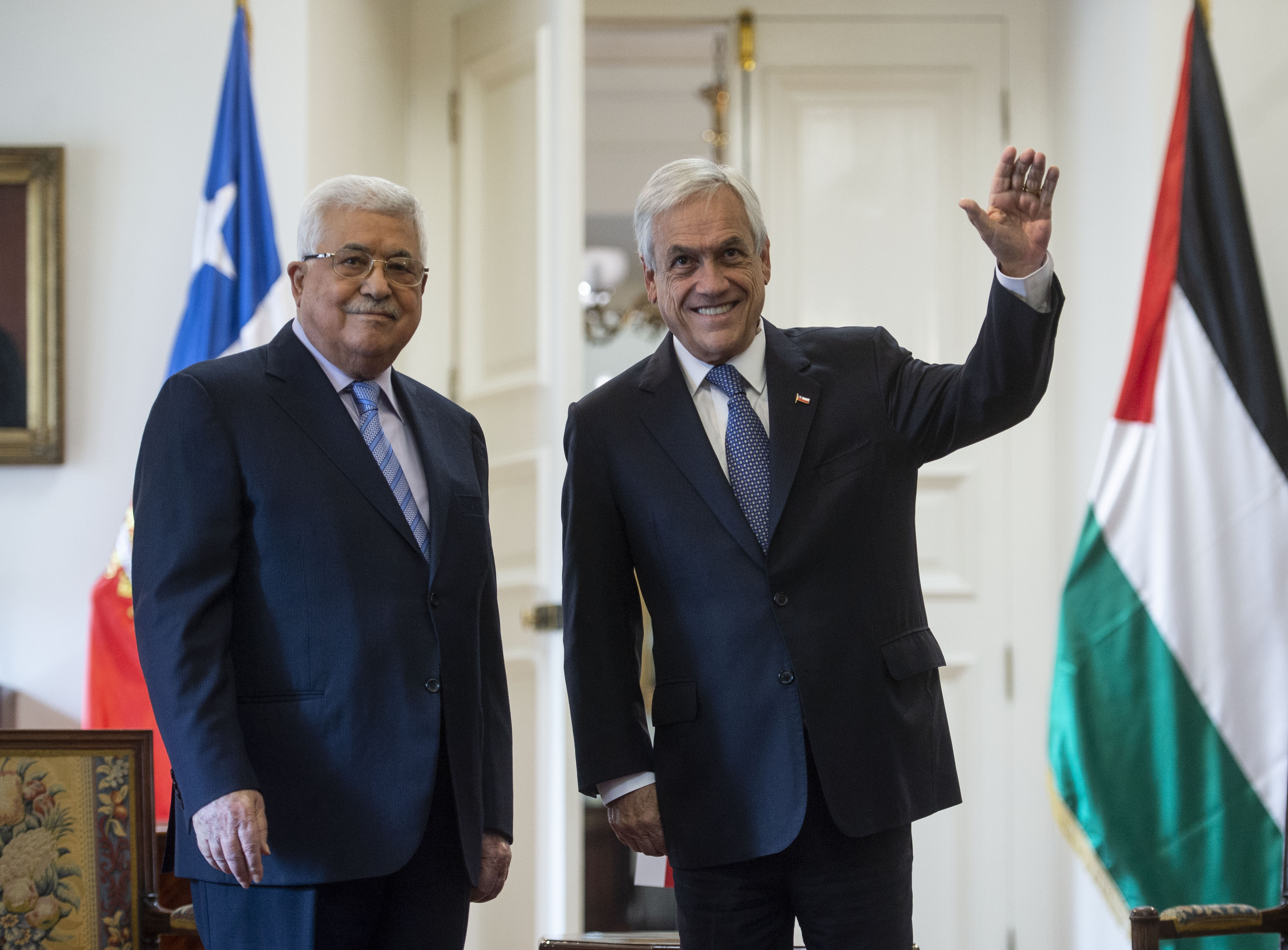
Mahmoud Abbas avec Sebastián Piñera (Santiago, 9 mai 2018).

En décembre 2017, devant l'Organisation de la coopération islamique, il accuse les Juifs de « contrefaire l'histoire et la religion », d'être des maîtres de la falsification et prétend que le Coran confirmerait que les Juifs « falsifient la vérité ».
Mi-mars 2018, critiquant la politique américaine face au conflit israélo-palestinien, il qualifie l'ambassadeur des États-Unis David M. Friedman de « fils de chien ». Ce dernier lui répond en dénonçant de l'antisémitisme.
Le 30 avril 2018, lors d'un discours à l'occasion d'une session du Conseil national palestinien, qu'il a qualifié de « leçon d'histoire », il a déclaré que la cause principale de l’extermination de six millions de Juifs durant la Shoah n’était pas l’antisémitisme, mais « le comportement social, l’usure et les activités financières des Juifs européens ». Selon lui, ils auraient choisi de se laisser tuer plutôt que d'émigrer vers la Palestine mandataire. Il a réitéré son assertion qu'Hitler aurait facilité l’établissement d’un foyer juif en Palestine que « ceux qui voulaient un État juif n’étaient pas Juifs » et que le projet sioniste était le fait de dirigeants européens ayant « un projet colonial qui n'a rien à voir avec le judaïsme ». Il a nié qu'il y aurait eu des pogroms contre des communautés juives ayant vécu dans les pays arabes et musulmans,,. Reprenant la théorie d'Arthur Koestler, il a affirmé aussi que les Juifs ashkénazes n’étaient pas sémites, et que les révolutions arabes étaient une invention des États-Unis.
À la suite de ces déclarations devant le Conseil national palestinien,, l'historienne de la Shoah Deborah Lipstadt estime qu'Abbas termine sa carrière comme il l'a commencée : dans l'antisémitisme classique et la réécriture de l'histoire visant à dépeindre les Juifs comme des collaborateurs nazis.
Après les multiples contestations internationales, en mai 2018, Abbas présente ses excuses aux Juifs qui ont pu « être offensés par [ses] propos » sur l'Holocauste et déclare qu'il respecte la foi juive et condamne l'antisémitisme,.
En visite à Berlin en 2022, Abbas compare la politique israélienne envers les Palestiniens au génocide juif par l’Allemagne nazie - termes qualifiés par le chancelier Olaf Scholz « d’insupportables et complètement inacceptables ».

En août 2023, il affirme devant le Fatah, que c'est la place des Juifs d'Europe dans la société « en lien avec l’usure et l’argent » qui explique « la discrimination de leurs concitoyens et le supplice de la Shoah » par Hitler qui leur reprochait aussi de faire « du sabotage », ce qui aurait justifié sa haine à leur égard,. Après ces propos, la mairie de Paris, lui retire la médaille de Vermeil, la plus haute distinction de la ville, qu'il avait reçue en 2015 pour ses qualités d’« homme de paix »,.

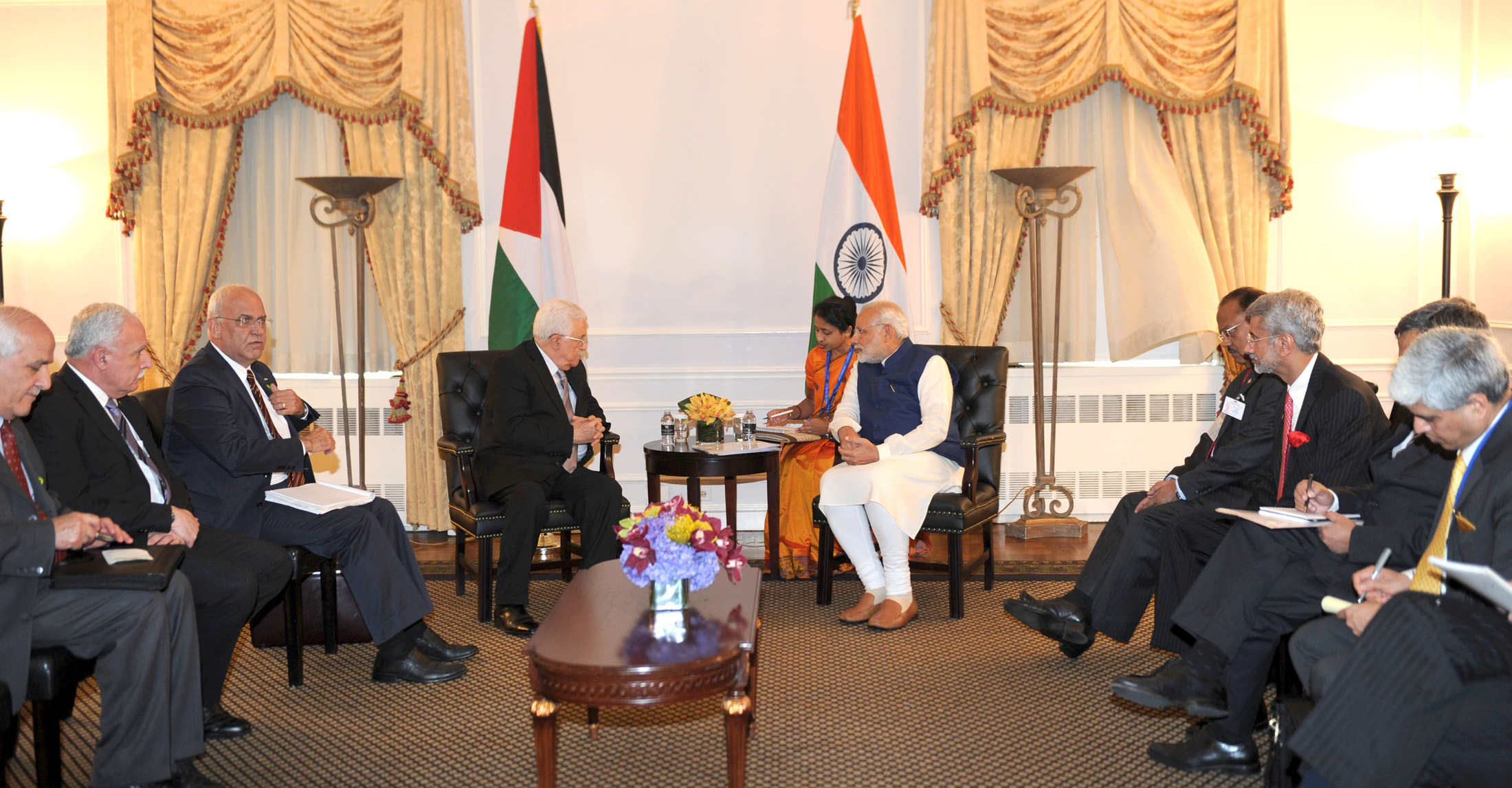
Mahmoud Abbas avec Narendra Modi (New York, 28 septembre 2015).

Le 2 mai 2018, l'Union européenne publie un communiqué dans lequel elle dénonce « des remarques inacceptables concernant les origines de l'Holocauste et la légitimité d'Israël. » L’envoyé américain au Proche-Orient les a qualifiées de « très pénibles et terriblement décourageantes ». Benjamin Netanyahou a déclaré que ces remarques étaient « le summum de l'ignorance » et que le dirigeant palestinien « récitait à nouveau les slogans antisémites les plus honteux ». Le coordinateur spécial de l'ONU pour le processus de paix au Proche-Orient a condamné un discours reprenant « certaines des insultes antisémites les plus méprisantes » et des propos « inacceptables, profondément troublants qui ne servent pas les intérêts du peuple palestinien ou la paix au Proche-Orient ».
Le 4 mai, à la suite de la vague de condamnations internationales, Abbas présente à nouveau ses excuses et déclare qu'il respecte la foi juive, condamne l'antisémitisme et la Shoah : « Si mes propos devant le Conseil national palestinien ont offensé des gens, en particulier des gens de confession juive, je leur présente mes excuses. Je voudrais assurer à tous que telle n’était pas mon intention [de les offenser] et réaffirmer mon respect total pour la religion juive, ainsi que pour toutes les religions monothéistes. Je voudrais renouveler notre condamnation de longue date de l’Holocauste, le crime le plus odieux de l’histoire, et exprimer notre compassion envers ses victimes. Nous condamnons l’antisémitisme sous toutes ses formes et confirmons notre engagement pour une solution à deux États, et à vivre côte à côte dans la paix et la sécurité ».
Le ministre israélien de la Défense, Avigdor Lieberman, estime que M. Abbas est un « pathétique négationniste de la Shoah, qui a écrit un doctorat sur la négation de la Shoah, puis un livre sur la négation de la Shoah », ajoutant : « Ses excuses ne sont pas acceptées ».
De même, Naftali Bennett, ministre israélien de l'Éducation, déclare : « le corps d'Abbas trempe dans l'antisémitisme de la tête au pied. Il perpétue la tradition de ses prédécesseurs, le Grand Mufti qui était un ami d'Hitler, et Arafat, l'archi-assassin de Juifs ».

## Décorations et distinctions

### Décorations
- Collier de l'ordre du Mérite national d'Algérie ( Algérie, 2014)[97] ;
- Collier de l'ordre du Cheikh Issa ben Salmane Al Khalifa (en) ( Bahreïn, 2017)[98] ;
- Grand-croix à l'étoile d'argent de l'ordre du mérite de Duarte, Sánchez et Mella ( République dominicaine, 2011)[99] ;
- Collier de l'ordre de Zayed ( Émirats arabes unis, 2010)[100] ;
- Médaille Grand Vermeil de la Ville de Paris ( France ; 2015, retirée en 2023)[101],[102]
- Collier de l'ordre de Mubarak le Grand (en) ( Koweït, 2013)[103] ;
- Grand cordon de l'Collier de l'ordre de la règle distinguée d'Izzuddin (en) ( Maldives, 2013) ;
- Médaille de Sri Lanka Mitra Vibhushana (en) ( Sri Lanka, 2014)[104] ;
- Grand cordon de l'ordre du Mérite national ( Mauritanie, 2016)[105] ;
- Médaille de l'ordre de l'Amitié ( Russie, 2013)[106] ;
- Grand cordon de l'ordre des Omeyyades ( Syrie, 2008) ;
- Grand cordon de l'ordre de la République ( Tunisie, 2017)[107] ;
- Grand-croix de l'ordre de Francisco de Miranda (en) ( Venezuela, 2014)[108].

### Distinctions
- Docteur honoris causa de l'Académie diplomatique du ministère des Affaires étrangères de la fédération de Russie (2014)[109] ;
- Docteur honoris causa de l'université russe de l'Amitié des Peuples (2015)[réf. souhaitée] ;
- Docteur honoris causa de l'université Bircham (en) en Espagne (2017)[110] ;
- Docteur honoris causa de l'université bolivarienne du Venezuela (en) (2018)[111] ;
- Médaille Grand Vermeil de la Ville de Paris (France, 2015, retirée en 2023)[112],[102] ;
- Médaille d'honneur de la ville de Naples (Italie, 2013)[113].

## Publications
- (ar) Le sionisme est le début et la fin (الصهيونية بداية و نهاية), éd. Organisation de libération de la Palestine, Beyrouth, 1977.
- (ar) Le mouvement sioniste chez Lénine (الحركة الصهيونية في أدبيات لينين), éd. Organisation de libération de la Palestine, Beyrouth, 1979.
- (ar) Les réfugiés juifs palestiniens (اللاجئون الفلسطينيون اليهود), éd. Organisation de libération de la Palestine, Beyrouth, 1981.
- (ar) Investir dans la victoire (استثمـار الفـوز), éd. Union générale des écrivains palestiniens, Koweït, 1981.
- (ar) Pour un Keren Hayessod arabe (مطلوب كيرن هايسود عربي), éd. Organisation de libération de la Palestine, Beyrouth, 1982.
- (ar) Voyage sans retour (تذكرة سفر بدون رجعة), éd. Organisation de libération de la Palestine, Ramallah, 1982.
- (ar) L'autre côté : la relation secrète entre le nazisme et le sionisme (الوجه الآخر: العلاقات السرية بين النازية والصهيونية), éd. Maison Ibn Rochd de l'édition, Amman, 1984.
- (ar) Israël, la voie de l'impérialisme vers le tiers monde (إسرائيل طريق الامبريالية إلى العالم الثالث), éd. Karmal, Amman, 1984.
- (ar) Pourquoi ces contacts ? (هذه الاتصالات لماذا؟), éd. Centre palestinien des études régionales, Ramallah, 1988.
- (ar) Israël et le gouvernement de l'apartheid sud-africain (إسرائيل وجنوب إفريقيا العنصريتين), éd. Centre palestinien des études régionales, Ramallah, 1989.
- (ar) La polarisation religieuse et ethnique en Israël (الاستقطاب الديني والعرقي في إسرائيل), éd. Conseil palestinien des études étrangères, Ramallah, 1989.
- (ar) Les négociations de paix israélo-palestiniennes (مباحثات السلام الفلسطينية الإسرائيلية), Tunis, éd. Maison tunisienne d'édition, Tunis, 1992.
- (ar) Le chemin d'Oslo (طريق أوسلو), éd. Maison libanaise d'édition de diffusion, Beyrouth, 1994.
- (ar) L'accord israélo-palestinien aux yeux de l'opposition (الاتفاق في عيون المعارضة), éd. Asharq al-Awsat, Londres, 1994.
- (ar) Trois ans après Oslo (بعد ثلاث سنوات على اوسلو), éd. Organisation de libération de la Palestine, Ramallah, 1996.
- (ar) La chute du gouvernement Netanyahou (سقوط حكومة نتنياهو), éd. Centre palestinien des études régionales, Ramallah, 1999.
- (ar) Quelques souvenirs d'Abou Mazen : une autobiographie (من ذاكرة أبو مازن), éd. Organisation de libération de la Palestine, Ramallah, 2001.
- (ar) Le processus politique au Moyen-Orient (المسيرة السياسية في الشرق الأوسط), éd. Centre Zayed, Abu Dhabi, 2001.
- (ar) L'expérience du cent trente jours : les réalisations et les obstacles (تجربة المائة وثلاثين يوما إنجازات وعراقيل), éd. Organisation de libération de la Palestine, Ramallah, 2003.
- (ar) Une peu de la vérité (بعضا من الحقيقة), éd. Centre palestinien des études, Gaza, 2003.